# Bröderna Kanold

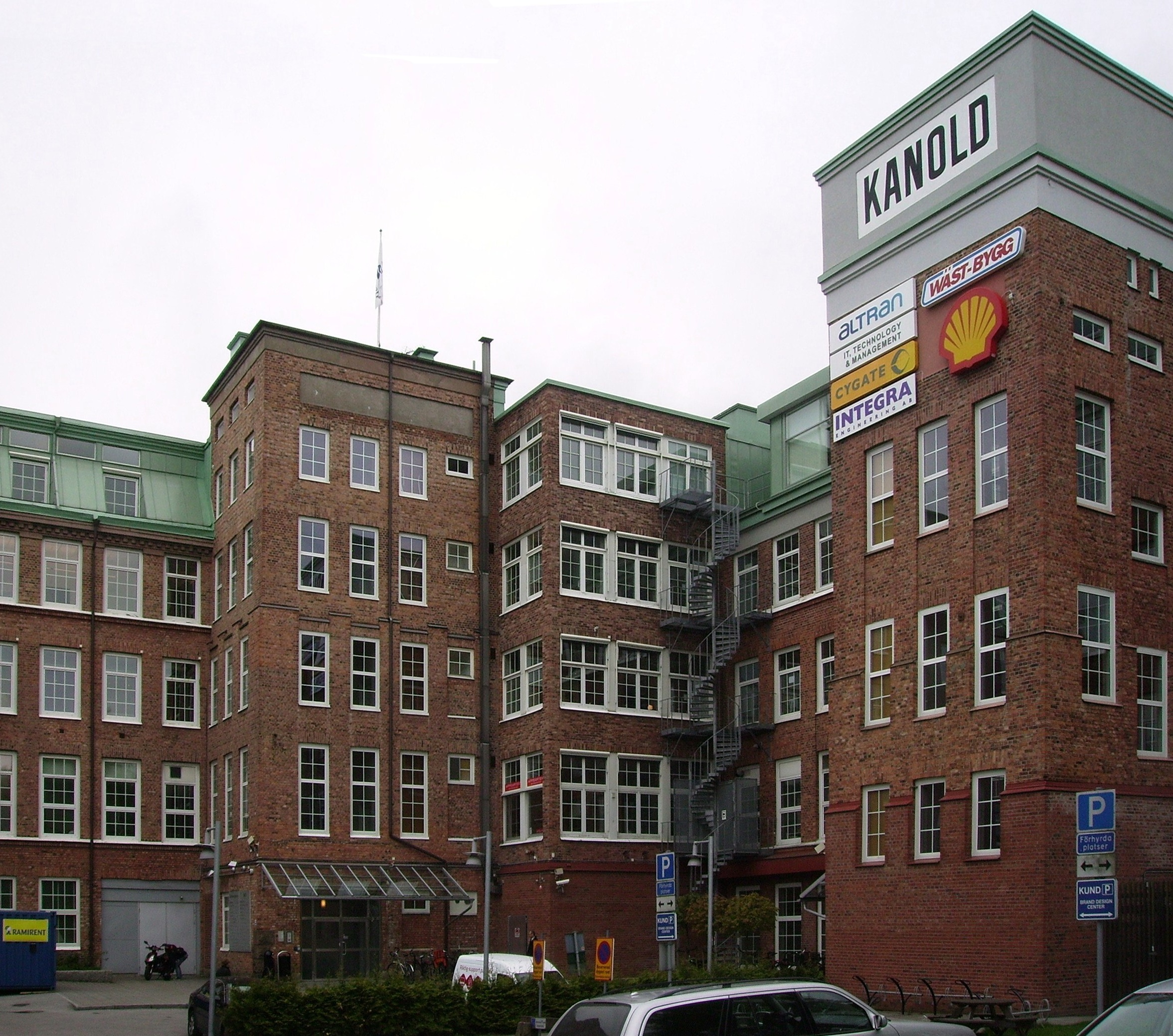
Kanolds i Göteborg.

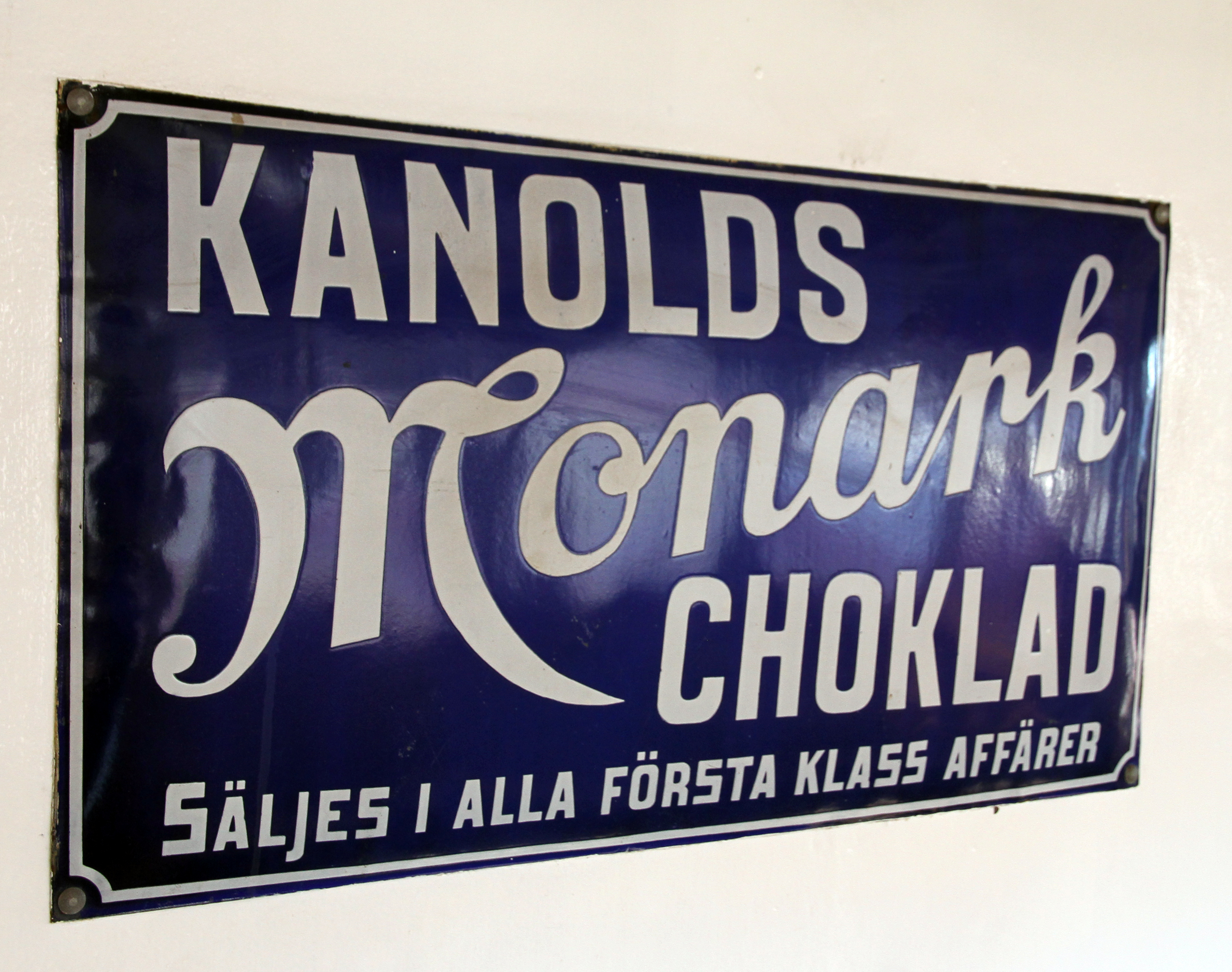
Reklam för Kanolds Monark Choklad ombord på ångfärjan Djurgården 3.

Bröderna Kanold var ett handelsbolag som etablerades 1901 i Göteborg och som 1921 (då en av Europas största konfektyrfabriker) ombildades till aktiebolag. 

## Historia
Grundare var bröderna Anton T. Kanold och Fred. G. Kanold, men 1924 blev Fred G. Kanold ensam ägare av bolaget samt biträddes av sina söner, disponenterna Raymond Kanold och Edward Kanold. Kanolds hade som mest över 400 anställda samt egna butiker.
Anton och Fred Kanold åkte till USA 1893, 16 respektive 14 år gamla. Åtta år senare var de tillbaka i Sverige, experter på att göra karameller och att koka kola. Till Margretedal flyttades verksamheten 1905 och 1911 lades grundstenen till en fabrik vid Sofierogatan 3 invid Liseberg  i Örgryte, från 1922 Göteborg. Byggnaden ritades av arkitekten Rudolf Steen (1872–1926) och stod klar 1915. I Velanda bedrev Bröderna Kanold kvarn- och sågeriverksamhet.
Bolagets huvudsakliga tillverkning kom att bli choklad, kakao, konfekt, karameller och våfflor. Bolaget drev även sågverks- och kvarnrörelse samt jordbruk vid Velanda. Genom dotterbolaget AB Vaxpapper & Lito drev man tillverkning av vaxpapper, kartonger samt litografiskt och offsettryck. Fler dotterbolag var (1939) Fastighets AB Skeppsbron och Fastighets AB Orion. Bland varumärkena fanns Monark Choklad, Ideal Cacao, Gräddkarameller och Eucalyptus-Menthol Tabletter.  
Företaget hade 1929 omkring 300 anställd; något som på 1940-talet hade minskat till omkring 150.
Bröderna Kanold AB avvecklades i början av 1980-talet och fabriken, som uppfördes i Örgryte (i dag stadsdelen Bö) i Göteborg förvandlades till ett modernt kontorshus. Numera ägs fastigheterna av fastighetsbolaget Balder.